# Lanternă magică

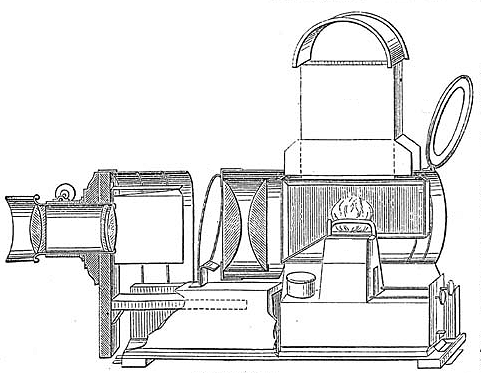
Schema unei lanterne magice.

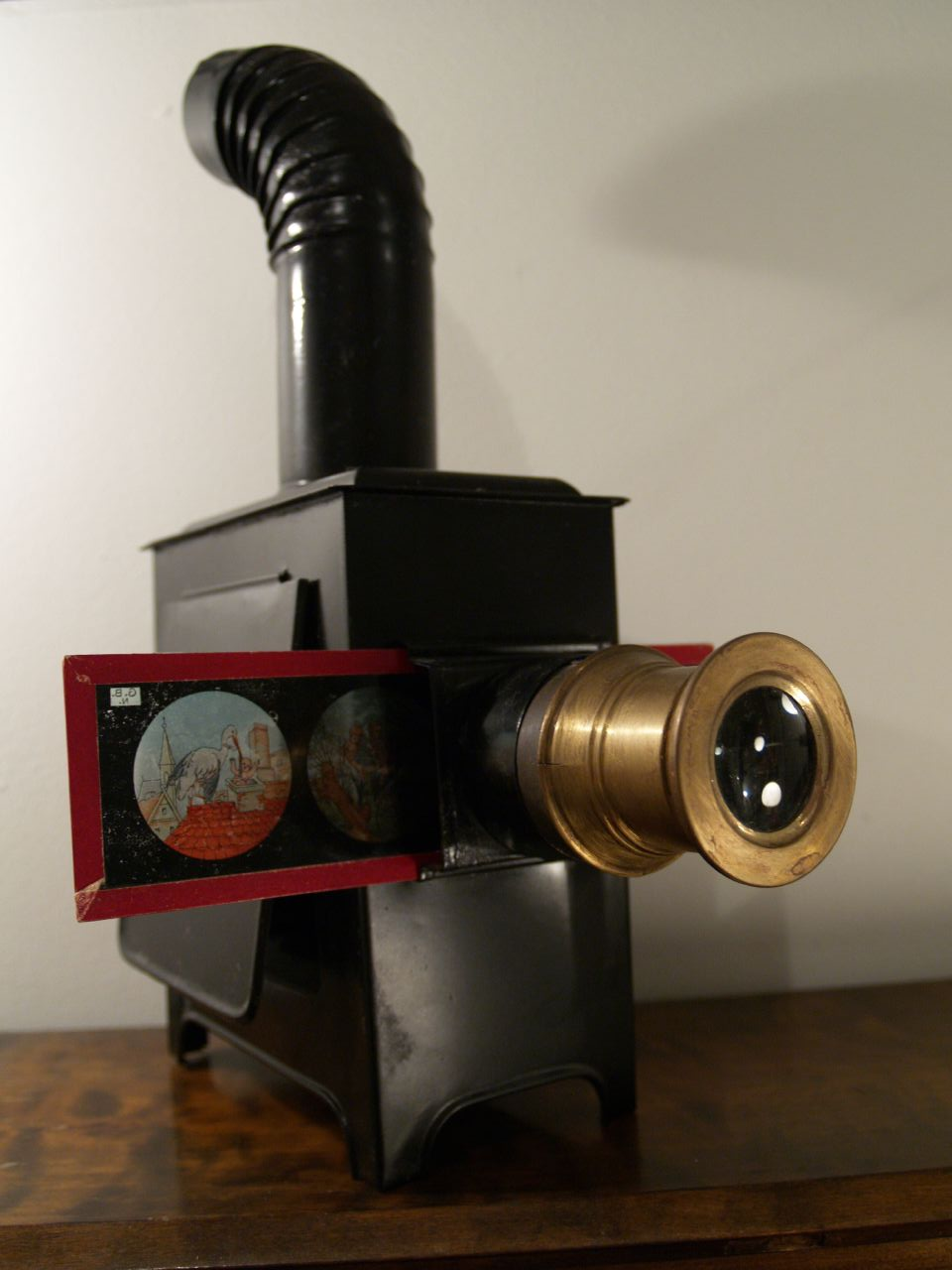
O lanternă magică din secolul al 19-lea, având imaginile de proiectat inversate; astfel încât, la proiectare acestea să apară „normal”.

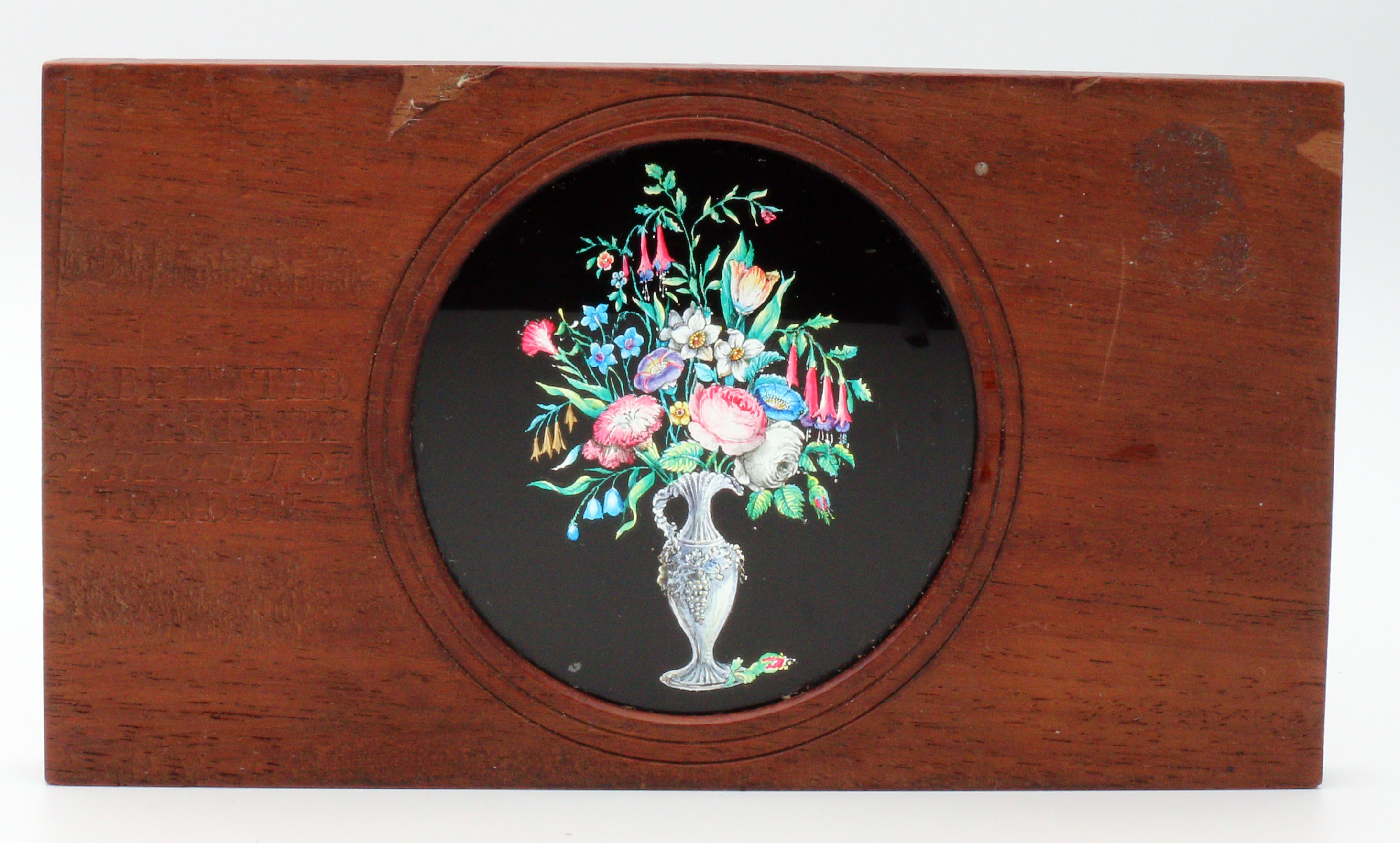
O lanternă magică produsă de Carpenter and Westley.

Lanterna magică, cunoscută și prin numele său din latină, lanterna magica, este un aparat timpuriu de proiecție a imaginilor, care utilizează imagini pictate, desenate, fotografii și/sau diapozitive aplicate pe plăci transparente, de obicei din sticlă, utilizând una sau mai multe lentile și o sursă de lumină.
Sistemul a fost dezvoltat de către fizicianul Christiaan Huygens, după observațiile sale făcute în decursul studierii luminii. Ulterior, sistemul a continuat să fie îmbunătățit și perfecționat de numeroșii săi utilizatori. În secolele 17-lea și al 18-lea a fost folosit mai ales pentru divertisment, pentru ca ulterior, de-a lungul secolului al 19-lea să fie folosit, din ce în ce mai mult în educație. Versiuni din ce în ce mai compacte au folosite ulterior ca jucării, care eventual au evoluat în proiectoarele de diapozitive de mai târziu, care erau modele compacte ce permit proiectarea de imagini luate pe 35 de mm. Astăzi, există proiectoare digitale, ce sunt cele mai evoluate forme ale lanternei magice.
Lanterna magică se definește astăzi a fi un sistem mixt de proiecție diascop și teatru.

## Istoric
De-a lungul vremii, lanterna magică a fost primul proiector de imagini statice, imagini care inițial au fost desenate pe sticlă (un fel de diapozitive actuale), apoi a folosită la proiecția imaginilor stroboscopului și în cele din urmă a filmului.

## Funcționare
Până a vorbi de sistemul „Lanterna Magică”, trebuie arătată construcția sistemului în sine. Principiul de funcționare este descoperit odată cu cel al camerei obscure, făcându-se mai cunoscută începând cu secolul XII, dar se pare că se știa de ea mult mai de mult.

### Explicație științifică
S-a observat că dacă în locul ecranului unde se formează imaginea în camera obscură se pune o lumânare, razele luminoase emise de ea se vor propaga prin orificiul (lentila)camerei. Dacă în calea lor se pune un ecran, pe acesta se va observa imaginea reală și răsturnată a lumânării. Astfel s-a obținut prima proiecție a unui obiect luminos.

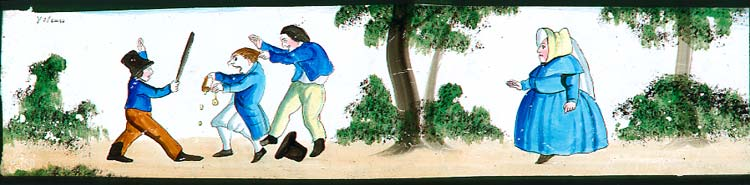
Placă desenată pe sticlă (diapozitiv) pentru „lanterna magică”

Experiențele următoare au arătat că dacă între sursa luminoasă și lentilă se introduce un obiect opac de o anumită formă, acesta pe ecran va apărea real și răsturnat. Aceste experiențe au dus la apariția primei proiecții diascopice.

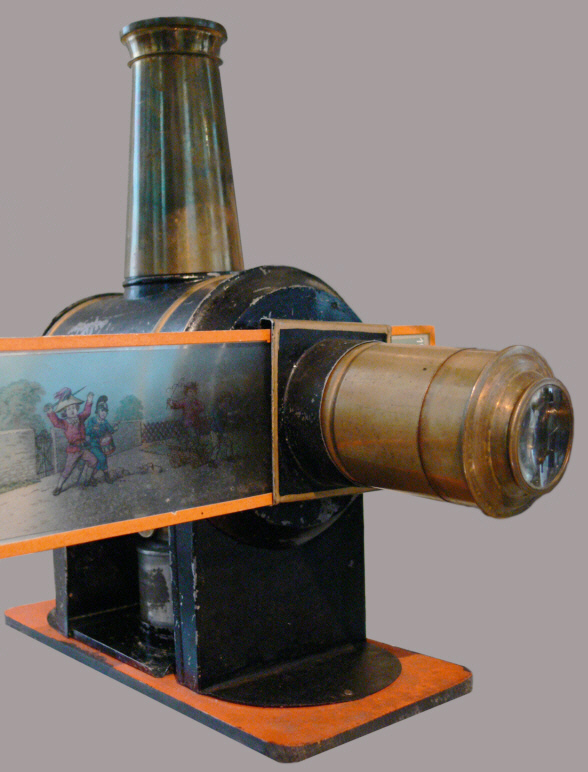
"Lanterna magică" (diascopul de azi).

Acest sistem sursă luminoasă-lentilă, se poate numi primul sistem lumino-optic de proiecție, folosit pentru proiecția unor machete teatrale, crearea de iluzii optice, redarea "desenelor mișcătoare" cu ajutorul stroboscopului, redarea diapozitivelor pe sticlă sau peliculă și funcționării "lanternei magice".
Pentru o proiecție cât mai luminoasă sursele de lumină au fost în permanență ameliorate, de la umila lumânare la lampa de proiecție cu descărcare în gaze.

### Lanterna magică azi
Lanterna Magică, cunoscută și folosită în zilele noastre, este un sistem mixt teatru-cinema.
În acest sistem, imaginea actorilor filmați simultan sau separat pe mai multe pelicule, este proiectată pe unul sau mai multe ecrane și se întâlnește cu prezența reală a unuia sau mai mulți actori pe scenă. Rezultă o imagine combinată, care poate fi bidimensională pe ecrane sau tridimensională ( stereoscopică) pe scenă.
Sunetul însoțitor poate fi mono sau stereo.